# Flip Records
Flip Records — американський лейбл звукозапису, заснований 1994 року.
Засновником каліфорнійського лейблу звукозапису Flip Records став музичний менеджер Джордан Щур. За словами Щура, він створив лейбл після того, як вмер Курт Кобейн, бо хотів «заповнити порожнечу, яка залишилася після смерті музиканта». Flip Records розвивали бізнес за незвичною моделлю, укладаючи окремі угоди із різними мейджор-лейблами для кожного виконавця. Зокрема, Flip Records співпрацювали з лейблами Interscope (UMG), Elektra (WMG), A&M (PolyGram) та Epic (Sony Music).
Найбільш успішними виконавцями Flip Records стали ню-метал-гурти Limp Bizkit, Staind та Dope, чиї альбоми виходили в середині 1990-х років мільйонними накладами. 1999 року Джордан Щур був призначений президентом Geffen Records, а також декілька років посідав посаду керівника MCA Records.